# Elias Schlegel

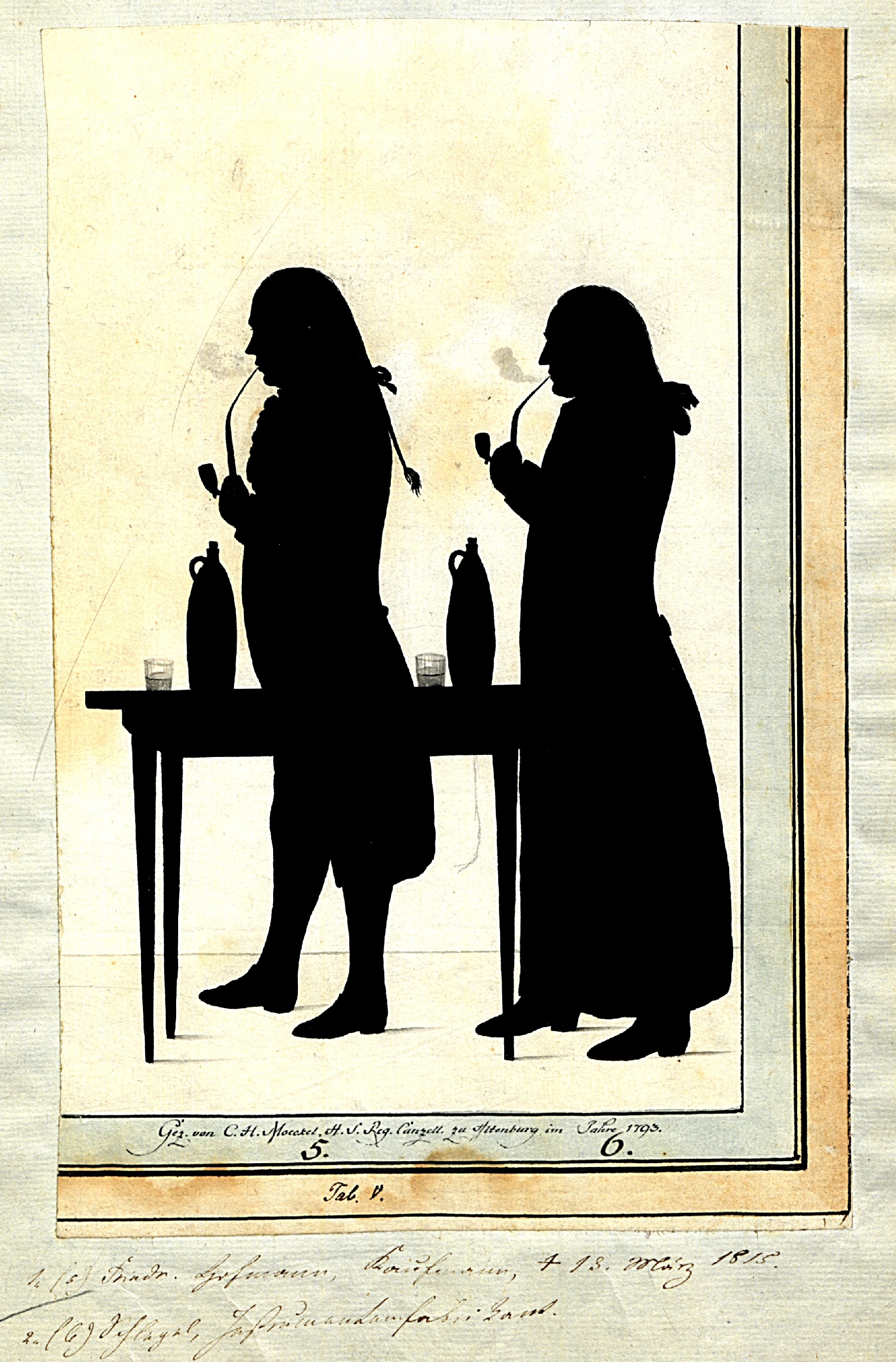
Elias Schlegel (rechts im Bild), Silhouettenmalerei von C.H. Moeckel 1793

Elias Schlegel (* 17. Mai 1750 in Prößdorf; † 22. Februar 1805 in Baalsdorf) war ein deutscher Instrumentenmacher und Klavierbauer, der 1792 in Altenburg das Fortepianoklavier erfunden hat.

## Leben

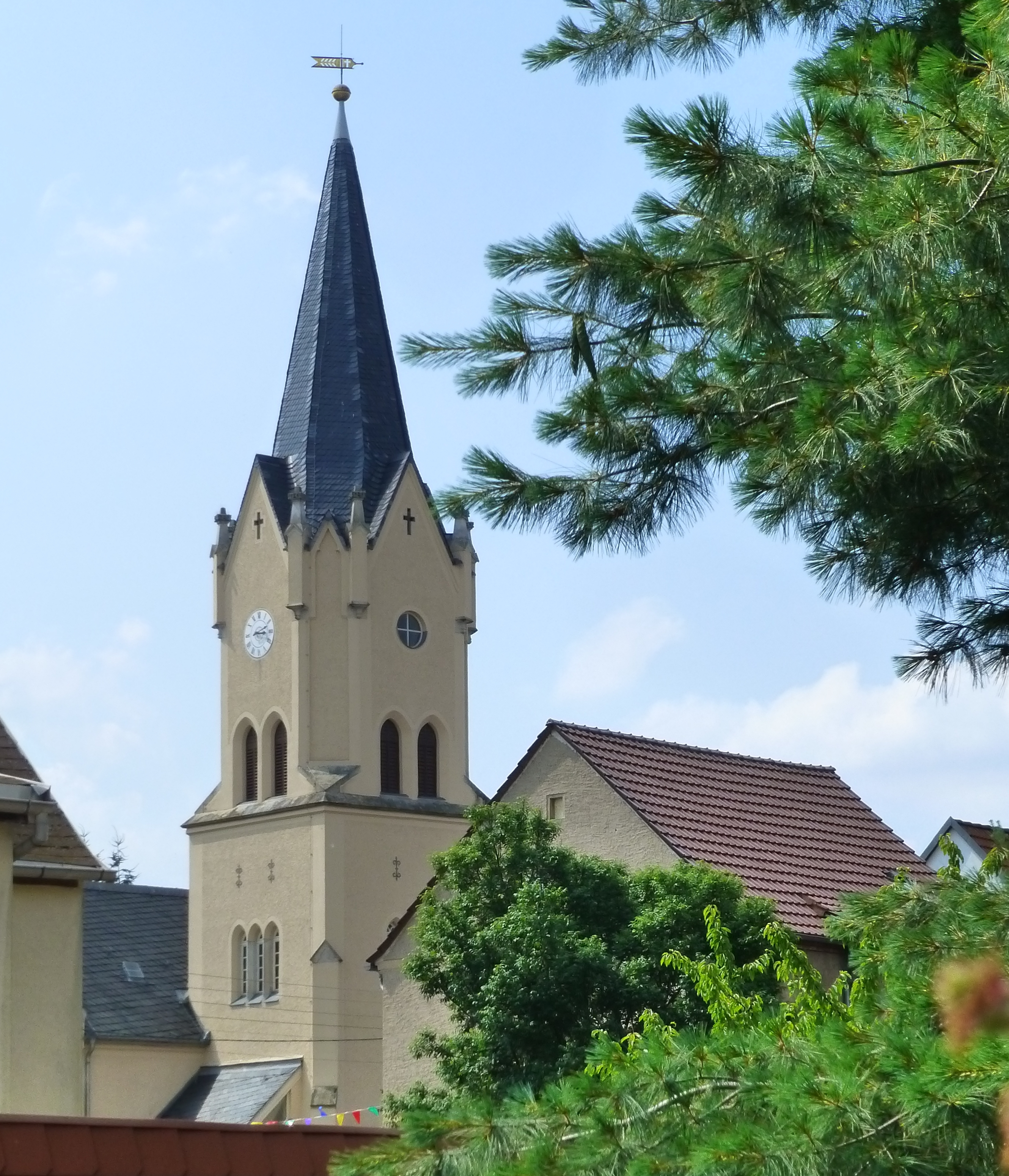
Neue Prößdorfer Kirche (1885 geweiht)

Elias Schlegel wurde am 17. Mai 1750 in Prößdorf im Altenburger Land geboren. Er war der einzige Sohn des Richters Erasmus Schlegel (* 1. August 1721; † 24. Dezember 1749) und dessen Ehefrau Susanna, geb. Schab († 10. Juli 1776). Der Vater Erasmus Schlegel verstarb fünf Monate vor der Geburt seines Sohnes Elias, deshalb übernahm der Großvater Elias Schlegel sen. (1688–1763), der ebenfalls Richter war, die Erziehung des Enkels. Während des Siebenjährigen Krieges (1756–1763) setzte er seinen unmündigen Enkel Elias Schlegel 1757 per Gerichtsbeschluss, vor den Hochherrschaftlichen Zeumerschen Gerichten zu Prößdorf, als Universalerben ein. Dieses nicht unerhebliche Erbe trat Elias Schlegel mit Erreichung seiner Volljährigkeit 1771 an. Damit eröffneten sich ihm Möglichkeiten, dieses Vermögen als Grundstein für seine weitere Entwicklung zu nutzen.

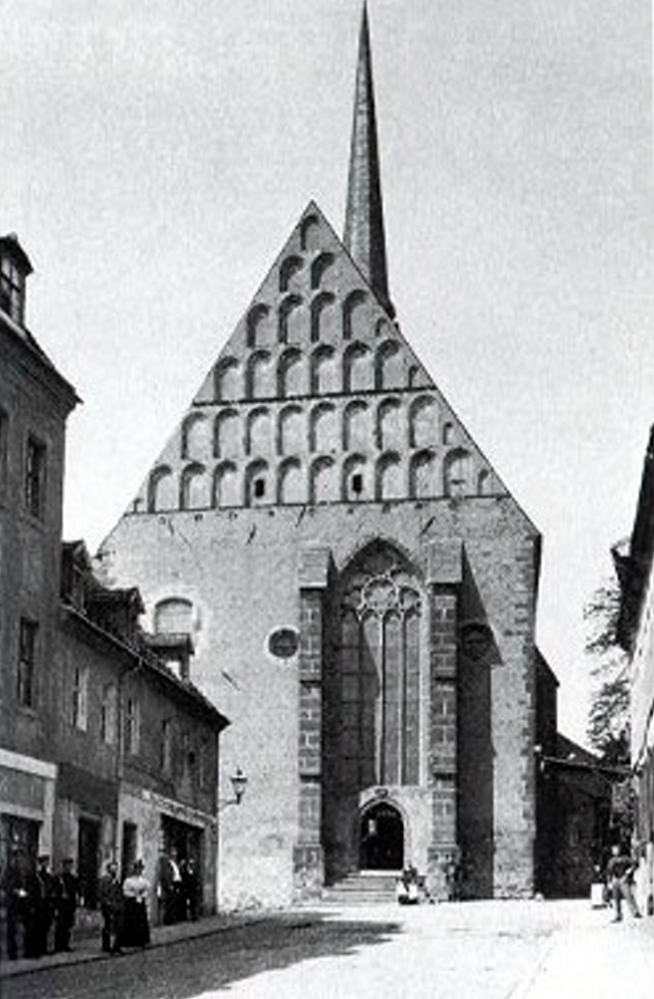
Die alte Altenburger Brüderkirche vor dem Abriss 1901. Alte AK

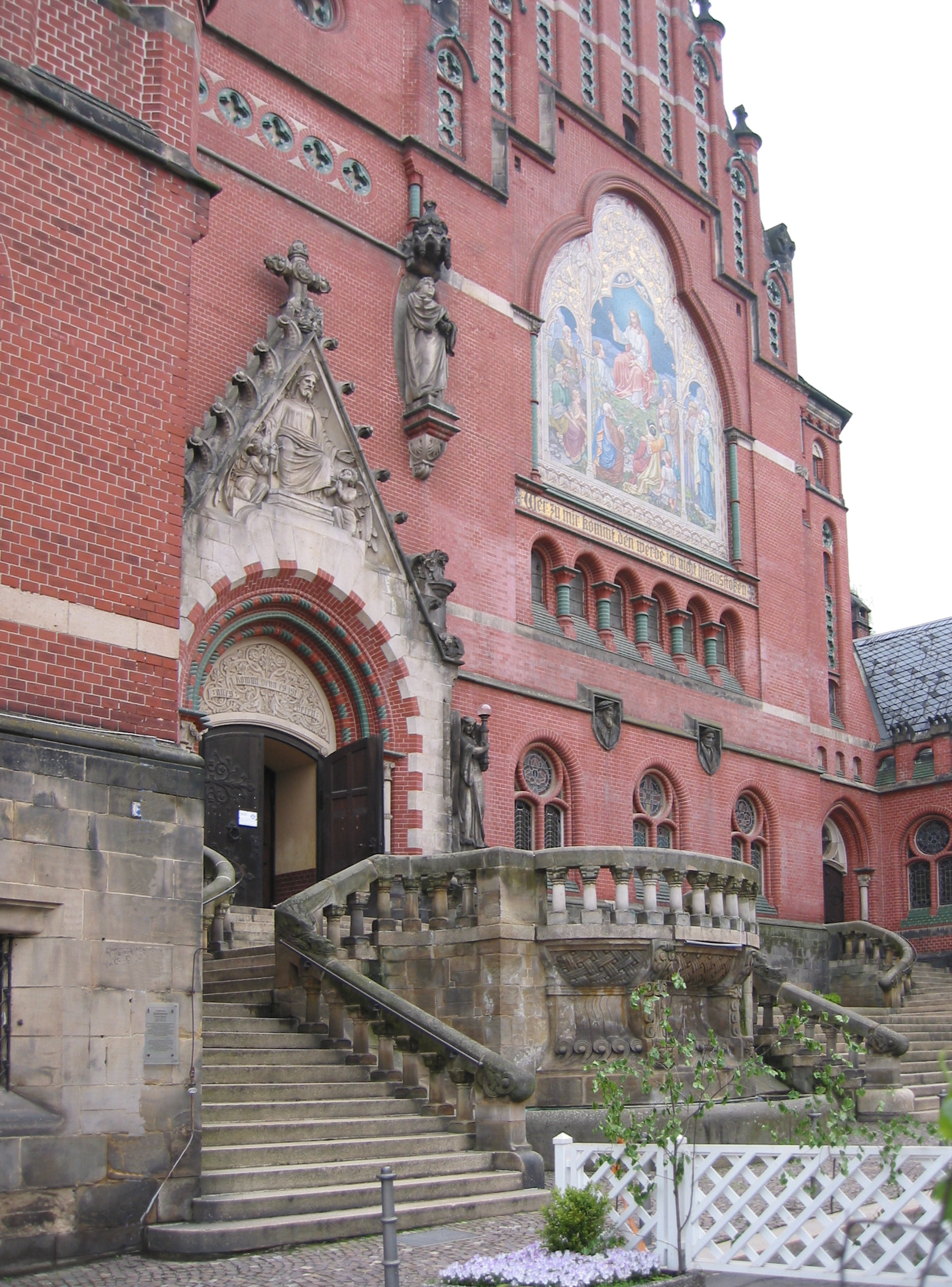
Ostportal der Altenburger Brüderkirche (Neubau 1905)

Seine Ausbildungsstätten, insbesondere auch auf musikalischem Gebiet als späterer Instrumentenmacher sowie Klavier- und Orgelbauer zu Altenburg, sind unbekannt. Im Januar 1774 erhielt der Frei-Sohn Elias Schlegel durch den Hochwohlgeborenen Herrn Johann Friedrich Zeumer (1717–1774), Kurfürstlich Sächs. Hof- und Justizrat sowie Erb-, Lehn- und Gerichtsherr zu Prößdorf, die Bestallungsurkunde als Steuereinnehmer. Dieses Amt eines Steuer- und Geleitseinnehmers zu Prößdorf hatte er auch nach dem Tod des Johann Friedrich Zeumer bei dessen Erben, der Familienlinie Kuhn, bis zum Jahre 1790 inne.

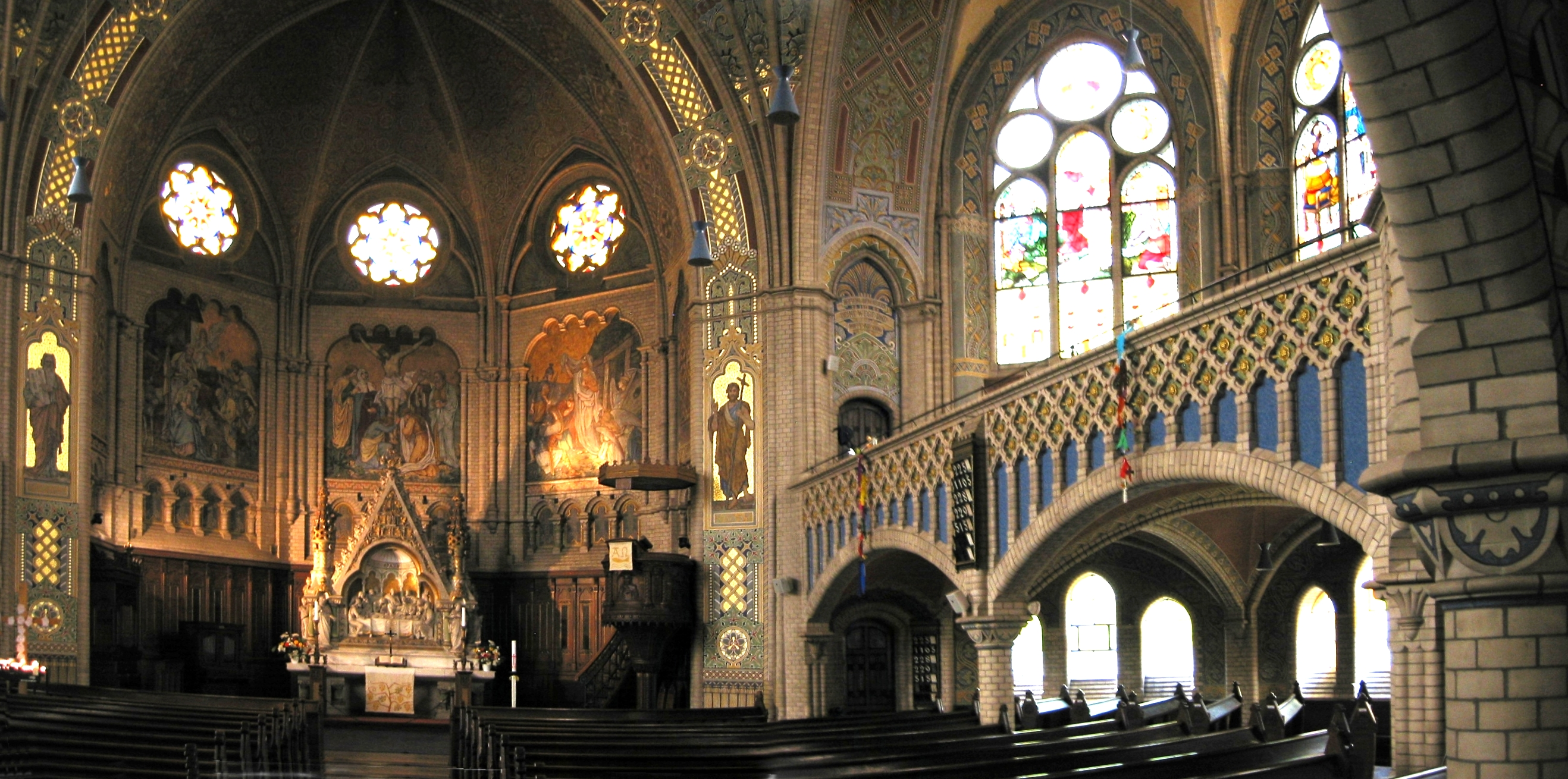
Altenburger Brüderkirche, Altar und Nordwest-Seite Kirchenschiff (Neubau 1905)

Als privilegierter Amtsinhaber mit gesichertem Einkommen heiratete Elias Schlegel am 8. Januar 1788 in der Altenburger Brüderkirche Regina Erdmuthe, geb. Kröber (1768–1813), einzige Tochter des Kaufmanns und Landfuhrmanns Michael Kröber aus Altenburg. Aus dieser Ehe gingen 14 Kinder hervor, von denen fünf Söhne und vier Töchter schon im Kindesalter verstarben. Elias Schlegel verlegte um 1790/91 seinen Wohnort mit seiner Familie nach der Residenzstadt Altenburg und baute sich eine neue Existenz als Instrumentenmacher auf. 1791 erwarb er das Bürgerrecht der Stadt Altenburg und wurde Besitzer von drei Wohnhäusern. 1792 wurde er in den Bürgerbüchern als „Instrumentenmacher“ in der Schmöllnschen Gasse 25 in Altenburg registriert. In einer von C.H. Moeckel, Herzoglich-Sächsischer Regierungs-Canzellist zu Altenburg, im Jahre 1793 geschaffenen Silhouettenmalerei bedeutender Persönlichkeiten der Residenzstadt Altenburg ist Schlegel als „Instrumentenfabrikant“ dargestellt.
Sein hohes Ansehen als Bürger dieser Stadt ist aus den Einträgen zu den Paten seiner Kinder ersichtlich, die ausnahmslos Adelige, hohe Beamte des Herzogtums Sachsen-Gotha-Altenburg und wohlhabende Bürger waren. Sein Ansehen als hochgeschätzter Instrumentenbauer ersieht man aus den engen Kontakten, die ihn mit den heute noch berühmten Altenburger Kirchenmusikern, Hoforganisten und Komponisten Johann Gottfried Krebs (1741–1814), dessen Bruder Ehrenfried Christian Traugott Krebs (1753–1804) und dem Stadtorganisten Johann Gottfried Heber verbanden. Nachweisbare Kontakte bestanden auch zum Schweriner Schlossorganisten H. M. Klauer. Als der Weimarer Buchhändler und Verleger Johann Christian Gaedike (1763–1837) 1798 erstmals das „Fabriken- und Manufacturen-Addreß-Lexikon von Teutschland…“ herausgegeben hatte, eine Neuheit für die Bekanntmachung der Betriebe und ihrer Erzeugnisse in ganz Deutschland, war der Instrumentenbauer Elias Schlegel mit einer Anzeige vertreten.
Nach 1800 begann er, seine Häuser in Altenburg zu verkaufen und bereitete einen Ortswechsel vor. 1804 erwarb Elias Schlegel ein großes Gut in Baalsdorf bei Leipzig, um seinen Instrumentenbau in die unmittelbare Nähe der Messestadt Leipzig, mit ihren vielen Möglichkeiten der Kontakte und des Absatzes von Instrumenten, zu verlegen. Nach dem Verkauf seiner drei Häuser in Altenburg siedelte er im Dezember 1804 mit seiner Familie nach Baalsdorf über. In den Hochadeligen Uechtritzschen Gerichtsunterlagen ist er dort als Orgelbauer aus Altenburg eingetragen. Er verstarb nur zwei Monate später, am 22. Februar 1805, in Baalsdorf an der Lungensucht und hinterließ „eine sehr betrübte Wittwe, vier Söhne, und eine eintzige Tochter, alle noch unerzogen, und in mißlichen Umständen“.

## Wirken
Schlegel hat um 1792 eine Kombination von bisherigem Hammerklavier und Clavichord bzw. Cembalo entwickelt, die er „Fortepianoklavier“ nannte. Seine Erfindung hatte einen zusätzlichen Harfen- und Lautenzug. Mittels einer durch Knie- oder Fußdruck betätigten mechanischen Vorrichtung konnte das Instrument wahlweise sowohl als reines Tafelklavier oder als reines Fortepiano gespielt werden. Die Schlegel’schen Instrumente wurden insbesondere wegen ihres singend-schwebenden und besonders ausdrucksvollen Klaviertones von der Fachwelt gelobt. Ganz besonders deutlich wurde der Vorzug dieser Instrumente dann, wenn das lautenartige Piano des Fortepiano, das durch ein Verschieben der Klaviatur bewirkt werden konnte, damit verbunden wurde. An Tonstärke soll das Fortepianoklavier aber dem reinen Fortepiano nicht gleichgekommen sein.
Am 5. Dezember 1792 erschien im deutschlandweit verbreiteten Tageblatt Der Anzeiger Nr. 133 ein ausführlicher Artikel zu Schlegels Erfindung mit technischer Beschreibung, verfasst von Johann Gottfried Krebs, Mittelorganist, Stadtkantor und Director Chor. Mus. in Altenburg, Ehrenfried Christian Traugott Krebs, Hoforganist in Altenburg, und Johann Gottfried Heber, Stadtorganist in Altenburg. Im Hamburgischen unpartheyischen Correspondenten (Beilage Nr. 10) vom 17. Januar 1794 machte Schlegel in einem eigenen Artikel seine Erfindung nochmals bekannt. Der Schweriner Schlossorganist H. M. Klauer, der 1793 die Schlegelschen Instrumente gerühmt hatte, ergänzte diesen Artikel mit seiner Verkaufs-Offerte: „… den Musikliebhabern dieser Gegenden zeige an, daß die Schlegelschen Fortepianos bey mir zu haben sind …“

## Würdigungen

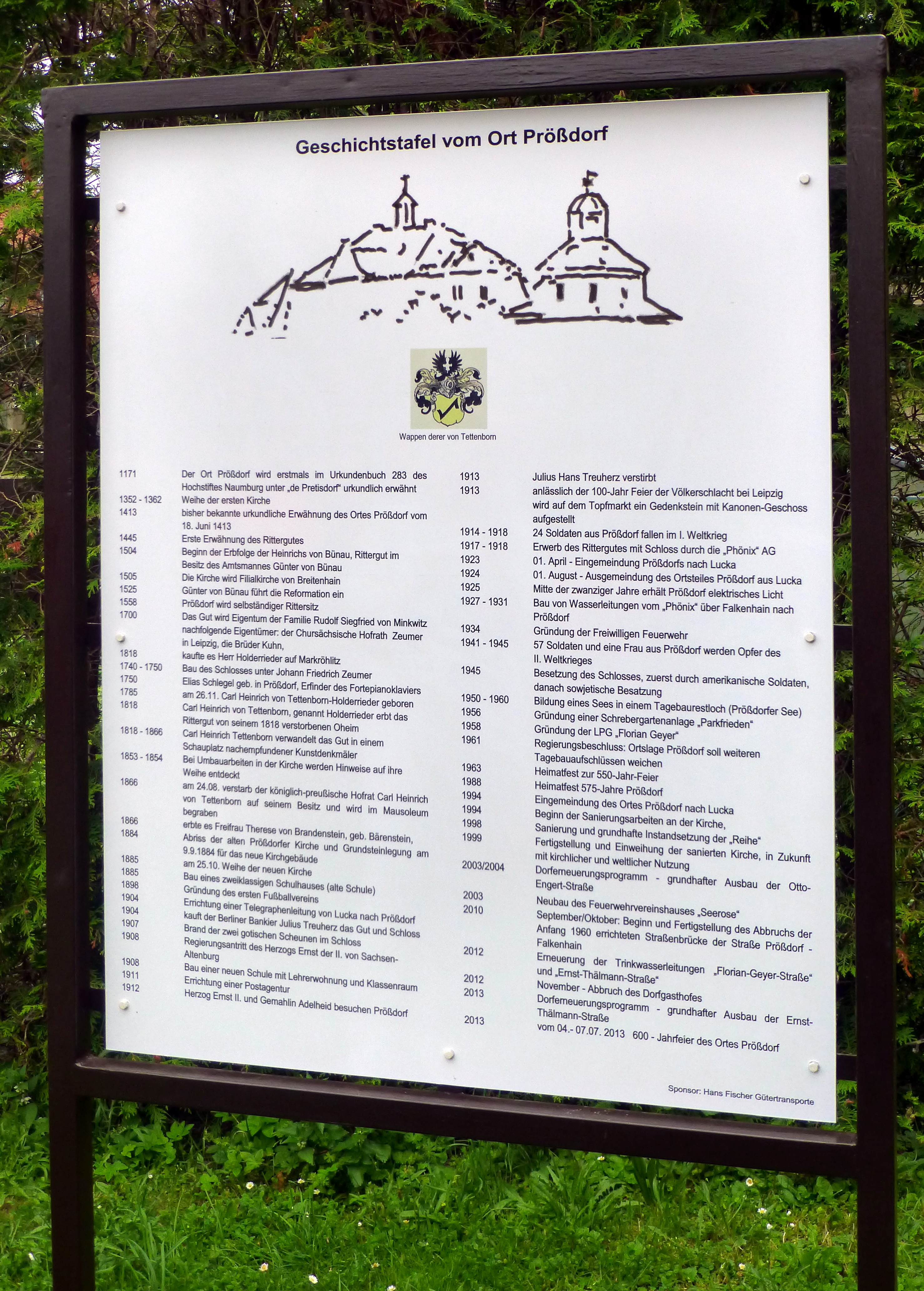
Gedenktafel zur Geschichte Prößdorfs

Schon zu Lebzeiten ist seine Erfindung des Fortepianoklavieres in deutschen Tageszeitungen popularisiert worden. (siehe Literatur und Einzelnachweise). Bereits 1838 ist er in der Literatur als „Schlegel, Elias, zu Ende des vorigen und Anfange des jetzigen Jahrhunderts rühmlichst bekannter Clavierinstrumentenmacher zu Altenburg“ bezeichnet worden.
In Schlegels Geburtsort Prößdorf wurde er 2013 anlässlich der Feierlichkeiten „600 Jahre Prößdorf“ mit mehreren Presseinformationen im „Luckaer Lokalblatt“ geehrt. Mit einem Autorenbeitrag im „Festbuch 600-Jahre Prößdorf“ wurde sein Leben und Wirken dokumentiert. Durch das Festkomitee Prößdorf erhielt er anlässlich der Einweihungsfeierlichkeiten einer Gedenktafel zur Geschichte Prößdorfs einen würdigen Platz der Erinnerung als bedeutender Sohn des Ortes.